# All England 2000
Die All England 2000 im Badminton fanden vom 7. bis 12. März in Birmingham statt. Sie waren die 90. Auflage dieser Veranstaltung. Das Preisgeld betrug 125.000 US-Dollar und die Veranstaltung hatte damit 4 Sterne in der Grand-Prix-Wertung.

## Austragungsort
- National Indoor Arena

## Sieger und Platzierte
| Disziplin    | Gold                       | Silber                     | Bronze                              |
| ------------ | -------------------------- | -------------------------- | ----------------------------------- |
| Herreneinzel | Xia Xuanze                 | Taufik Hidayat             | Ji Xinpeng                          |
| Herreneinzel | Xia Xuanze                 | Taufik Hidayat             | Fung Permadi                        |
| Dameneinzel  | Gong Zhichao               | Dai Yun                    | Mia Audina                          |
| Dameneinzel  | Gong Zhichao               | Dai Yun                    | Camilla Martin                      |
| Herrendoppel | Kim Dong-moon Ha Tae-kwon  | Lee Dong-soo Yoo Yong-sung | Martin Lundgaard Hansen Lars Paaske |
| Herrendoppel | Kim Dong-moon Ha Tae-kwon  | Lee Dong-soo Yoo Yong-sung | Candra Wijaya Tony Gunawan          |
| Damendoppel  | Ge Fei Gu Jun              | Chung Jae-hee Ra Kyung-min | Huang Nanyan Yang Wei               |
| Damendoppel  | Ge Fei Gu Jun              | Chung Jae-hee Ra Kyung-min | Gao Ling Qin Yiyuan                 |
| Mixed        | Kim Dong-moon Ra Kyung-min | Liu Yong Ge Fei            | Chris Bruil Erica van den Heuvel    |
| Mixed        | Kim Dong-moon Ra Kyung-min | Liu Yong Ge Fei            | Tri Kusharyanto Minarti Timur       |

## Finalresultate
| Disziplin    | Sieger                     | Finalist                   | Ergebnis           |
| ------------ | -------------------------- | -------------------------- | ------------------ |
| Herreneinzel | Xia Xuanze                 | Taufik Hidayat             | 15–6, 15–13        |
| Dameneinzel  | Gong Zhichao               | Dai Yun                    | 11–5, 8–11, 11–5   |
| Herrendoppel | Kim Dong-moon Ha Tae-kwon  | Lee Dong-soo Yoo Yong-sung | 15–4, 13–15, 17–15 |
| Damendoppel  | Ge Fei Gu Jun              | Chung Jae-hee Ra Kyung-min | 15–5, 15–3         |
| Mixed        | Kim Dong-moon Ra Kyung-min | Liu Yong Ge Fei            | 15–10, 15–2        |

## Herreneinzel

### Qualifikation
- Thomas Røjkjær Jensen –  Manfred Tripp: 15-5 / 15-7
- Andrew South –  Olivier Fossy: 15-8 / 15-6
- Paul Hinder –  Matthew Hughes: 15-6 / 15-13
- Mike Joppien –  Graeme Smith: 15-13 / 15-8
- Sydney Lengagne –  Preben Klitgaard: 15-5 / 15-4
- Pawel Uwarow –  Steve Isaac: 15-2 / 15-5
- Andrew Dabeka –  Paul Trueman: 15-8 / 15-8
- Lee Mou-chou –  Graham Simpson: 15-7 / 15-3
- Michael Edge –  Michael Larsen: 15-10 / 15-5
- Michał Łogosz –  Philip Linnard: 15-10 / 15-4
- Jeroen van Dijk –  Jonathan Parker: 15-3 / 15-11
- Stacey Bouwman –  Mark Mackay: 15-7 / 15-9
- Kasper Fangel –  Anders Helt: 15-1 / 15-0
- Aqueel Bhatti –  Craig Lamb: 17-14 / 9-15 / 15-7
- Chetan Anand –  Aamir Ghaffar: 15-11 / 9-15 / 15-13
- Kwon Woo Jin –  Roman Spitko: 9-15 / 15-1 / 15-11
- Nabil Lasmari –  Ian Palethorpe: 15-10 / 15-8
- Matthew Shuker –  Henrik Stumpe: 15-12 / 15-11
- Niels Christian Kaldau –  Per-Henrik Croona: 12-15 / 15-6 / 15-5
- Mark Burgess –  Ben Williams: 12-15 / 15-9 / 15-7
- Jens Roch –  Rune Massing: 15-11 / 15-7
- Jonas Lyduch –  Agarawu Tunde: 15-1 / 15-7
- Richard Doling –  Jean-Michel Lefort: 15-10 / 15-7
- Ben Hume –  Martyn Lewis: 15-11 / 15-8
- George Rimarcdi –  Ajit Wijetilak: 15-2 / 15-9
- Thomas Røjkjær Jensen –  Andrew South: 15-6 / 15-9
- Mike Joppien –  Paul Hinder: 15-11 / 15-6
- Pawel Uwarow –  Sydney Lengagne: 15-13 / 15-7
- Lee Mou-chou –  Andrew Dabeka: 15-7 / 15-12
- Michael Edge –  Michał Łogosz: 15-2 / 15-2
- Jeroen van Dijk –  Stacey Bouwman: 15-7 / 15-5
- Kasper Fangel –  Aqueel Bhatti: 15-6 / 15-4
- Chetan Anand –  Kwon Woo Jin: 9-15 / 15-9 / 15-9
- Nabil Lasmari –  Matthew Shuker: 13-15 / 15-13 / 15-11
- Niels Christian Kaldau –  Rehan Khan: 15-3 / 15-12
- Jens Roch –  Mark Burgess: 15-6 / 15-4
- Richard Doling –  Jonas Lyduch: 15-7 / 8-15 / 15-10
- Ben Hume –  Jan Vondra: 17-15 / 15-13
- George Rimarcdi –  Stephen Foster: 15-1 / 15-5

### 1. Runde
- Peter Gade –  Tjitte Weistra: 15-7 / 15-2
- Boonsak Ponsana –  Dicky Palyama: 15-13 / 15-8
- Budi Santoso –  Park Tae-sang: 17-14 / 15-10
- Siddharth Jain –  Ruud Kuijten: 9-15 / 15-11 / 15-9
- Ji Xinpeng –  Martin Hagberg: 15-8 / 6-15 / 17-14
- Jürgen Koch –  Marco Vasconcelos: 15-4 / 13-15 / 15-9
- Yong Hock Kin –  Rio Suryana: 15-5 / 15-3
- Bertrand Gallet –  Gerben Bruijstens: 15-11 / 13-15 / 15-8
- Wong Choong Hann –  Sergio Llopis: 15-7 / 15-9
- Shon Seung-mo –  Jeroen van Dijk: 15-13 / 15-6
- Xia Xuanze –  Rasmus Wengberg: 15-8 / 15-1
- George Rimarcdi –  Lee Mou-chou: 11-15 / 15-12 / 15-5
- Hendrawan –  Niels Christian Kaldau: 5-15 / 15-9 / 15-10
- Darren Hall –  Andrej Pohar: 15-9 / 15-8
- Ismail Saman –  Anders Boesen: 10-15 / 15-8 / 15-7
- Nikhil Kanetkar –  Kasper Fangel: 15-13 / 15-2
- Rony Agustinus –  Kasper Ødum: 15-9 / 17-14
- Rashid Sidek –  Vladislav Druzchenko: 8-15 / 15-13 / 15-4
- Conrad Hückstädt –  Stuart Brehaut: 15-2 / 15-6
- Chen Hong –  Lee Hyun-il: 17-15 / 15-9
- Kazuhiro Shimogami –  Roslin Hashim: 17-16 / 9-15 / 15-7
- Kenneth Jonassen –  Daniel Eriksson: 15-9 / 17-15
- Chen Gang –  Jens Roch: 15-9 / 15-9
- Taufik Hidayat –  Mark Constable: 15-11 / 15-6
- Ong Ewe Hock –  Abhinn Shyam Gupta: 15-2 / 15-6
- Fung Permadi –  Peter Janum: 15-4 / 15-6
- Ahn Jae-chang –  Mike Joppien: 15-1 / 15-13
- Dong Jiong –  Thomas Johansson: 15-9 / 15-17
- Alan Yang –  Bruce Flockhart: 2-15 / 15-10 / 15-8
- Hwang Sun-ho –  Jean-Frédéric Massias: 15-5 / 15-7
- Yohan Hadikusumo Wiratama –  Christian Erichsen: w.o.
- Richard Vaughan –  Peter Knowles: w.o.

### Obere Hälfte
|  | 1. Runde | 1. Runde         | 1. Runde | 1. Runde | 1. Runde |  |  | 2. Runde | 2. Runde         | 2. Runde | 2. Runde | 2. Runde |  |  | Viertelfinale | Viertelfinale | Viertelfinale | Viertelfinale | Viertelfinale |  |  | Halbfinale | Halbfinale | Halbfinale | Halbfinale | Halbfinale |
|  |          |                  |          |          |          |  |  |          |                  |          |          |          |  |  |               |               |               |               |               |  |  |            |            |            |            |            |
|  |          | Xia Xuanze       | 15       | 15       |          |  |  |          |                  |          |          |          |  |  |               |               |               |               |               |  |  |            |            |            |            |            |
|  |          | George Rimarcdi  | 2        | 11       |          |  |  |          | Xia Xuanze       | 15       | 15       |          |  |  |               |               |               |               |               |  |  |            |            |            |            |            |
|  |          | Wong Choong Hann | 15       | 15       |          |  |  |          | Wong Choong Hann | 5        | 5        |          |  |  |               |               |               |               |               |  |  |            |            |            |            |            |
|  |          | Shon Seung-mo    | 6        | 12       |          |  |  |          |                  |          |          |          |  |  | Xia Xuanze    | 8             | 15            | 15            |               |  |  |            |            |            |            |            |
|  |          | Hendrawan        | 12       | 15       | 15       |  |  |          |                  |          |          |          |  |  | Hendrawan     | 15            | 11            | 10            |               |  |  |            |            |            |            |            |
|  |          | Darren Hall      | 15       | 4        | 4        |  |  |          | Hendrawan        | 15       | 15       |          |  |  |               |               |               |               |               |  |  |            |            |            |            |            |
|  |          | Saman Ismail     | 15       | 15       |          |  |  |          | Saman Ismail     | 2        | 6        |          |  |  |               |               |               |               |               |  |  |            |            |            |            |            |
|  |          | Nikhil Kanetkar  | 6        | 5        |          |  |  |          |                  |          |          |          |  |  | Xia Xuanze    | 15            | 17            |               |               |  |  |            |            |            |            |            |
|  |          | Ji Xinpeng       | 15       | 7        | 15       |  |  |          |                  |          |          |          |  |  | Ji Xinpeng    | 9             | 15            |               |               |  |  |            |            |            |            |            |
|  |          | Jürgen Koch      | 1        | 15       | 4        |  |  |          | Ji Xinpeng       | 17       | 15       |          |  |  |               |               |               |               |               |  |  |            |            |            |            |            |
|  |          | Yong Hock Kin    | 15       | 15       |          |  |  |          | Yong Hock Kin    | 16       | 1        |          |  |  |               |               |               |               |               |  |  |            |            |            |            |            |
|  |          | Bertrand Gallet  | 9        | 5        |          |  |  |          |                  |          |          |          |  |  | Ji Xinpeng    | 15            | 15            | 15            |               |  |  |            |            |            |            |            |
|  |          | Peter Gade       | 13       | 15       | 15       |  |  |          |                  |          |          |          |  |  | Peter Gade    | 17            | 2             | 5             |               |  |  |            |            |            |            |            |
|  |          | Boonsak Ponsana  | 15       | 12       | 4        |  |  |          | Peter Gade       | 15       | 15       |          |  |  |               |               |               |               |               |  |  |            |            |            |            |            |
|  |          | Budi Santoso     | 13       | 15       | 15       |  |  |          | Simon Santoso    | 3        | 9        |          |  |  |               |               |               |               |               |  |  |            |            |            |            |            |
|  |          | Siddharth Jain   | 15       | 11       | 7        |  |  |          |                  |          |          |          |  |  |               |               |               |               |               |  |  |            |            |            |            |            |

### Untere Hälfte
|  | 1. Runde | 1. Runde                  | 1. Runde | 1. Runde | 1. Runde |  |  | 2. Runde | 2. Runde         | 2. Runde | 2. Runde | 2. Runde |  |  | Viertelfinale  | Viertelfinale | Viertelfinale | Viertelfinale | Viertelfinale |  |  | Halbfinale | Halbfinale | Halbfinale | Halbfinale | Halbfinale |
|  |          |                           |          |          |          |  |  |          |                  |          |          |          |  |  |                |               |               |               |               |  |  |            |            |            |            |            |
|  |          | Taufik Hidayat            | 15       | 15       |          |  |  |          |                  |          |          |          |  |  |                |               |               |               |               |  |  |            |            |            |            |            |
|  |          | Chen Gang                 | 5        | 11       |          |  |  |          | Taufik Hidayat   | 15       | 15       |          |  |  |                |               |               |               |               |  |  |            |            |            |            |            |
|  |          | Kenneth Jonassen          | 15       | 15       |          |  |  |          | Kenneth Jonassen | 5        | 11       |          |  |  |                |               |               |               |               |  |  |            |            |            |            |            |
|  |          | Kazuhiro Shimogami        | 7        | 2        |          |  |  |          |                  |          |          |          |  |  | Taufik Hidayat | 15            | 15            |               |               |  |  |            |            |            |            |            |
|  |          | Chen Hong                 | 15       | 15       |          |  |  |          |                  |          |          |          |  |  | Chen Hong      | 11            | 10            |               |               |  |  |            |            |            |            |            |
|  |          | Conrad Hückstädt          | 11       | 1        |          |  |  |          | Chen Hong        | 15       | 15       |          |  |  |                |               |               |               |               |  |  |            |            |            |            |            |
|  |          | Rony Agustinus            | 13       | 15       | 15       |  |  |          | Rony Agustinus   | 12       | 10       |          |  |  |                |               |               |               |               |  |  |            |            |            |            |            |
|  |          | Rashid Sidek              | 15       | 12       | 8        |  |  |          |                  |          |          |          |  |  | Taufik Hidayat | 17            | 15            |               |               |  |  |            |            |            |            |            |
|  |          | Fung Permadi              | 15       | 15       |          |  |  |          |                  |          |          |          |  |  | Fung Permadi   | 15            | 12            |               |               |  |  |            |            |            |            |            |
|  |          | Richard Vaughan           | 6        | 5        |          |  |  |          | Fung Permadi     | 17       | 15       |          |  |  |                |               |               |               |               |  |  |            |            |            |            |            |
|  |          | Ong Ewe Hock              | 15       | 15       |          |  |  |          | Ong Ewe Hock     | 14       | 4        |          |  |  |                |               |               |               |               |  |  |            |            |            |            |            |
|  |          | Yohan Hadikusumo Wiratama | 5        | 1        |          |  |  |          |                  |          |          |          |  |  | Fung Permadi   | 15            | 15            |               |               |  |  |            |            |            |            |            |
|  |          | Dong Jiong                | 15       | 10       | 15       |  |  |          |                  |          |          |          |  |  | Dong Jiong     | 7             | 8             |               |               |  |  |            |            |            |            |            |
|  |          | Ahn Jae-chang             | 4        | 15       | 12       |  |  |          | Dong Jiong       | 15       | 15       |          |  |  |                |               |               |               |               |  |  |            |            |            |            |            |
|  |          | Hwang Sun-ho              | 15       | 15       |          |  |  |          | Hwang Sun-ho     | 10       | 11       |          |  |  |                |               |               |               |               |  |  |            |            |            |            |            |
|  |          | Alan Yang                 | 7        | 3        |          |  |  |          |                  |          |          |          |  |  |                |               |               |               |               |  |  |            |            |            |            |            |

## Dameneinzel

### Qualifikation
- Karina de Wit –  Irina Gritsenko: 11-1 / 11-5
- Elizabeth Cann –  Kathryn Graham: 11-5 / 11-5
- Harriet Johnson –  Amrita Sawaram: 11-2 / 11-7
- Chien Yu-chin –  Jill Pittard: 11-4 / 9-11 / 11-3
- Katy Brydon –  Lilas Lefort: 8-11 / 11-8 / 11-7
- Vlada Chernyavskaya –  Emma Constable: 13-10 / 11-5
- Rebecca Pantaney –  Agnese Allegrini: 11-4 / 11-1
- Manjusha Kanwar –  Fiona Sneddon: 11-3 / 11-9
- Tracey Hallam –  Lonneke Janssen: 11-9 / 1-11 / 11-6
- Chien Hsui-lin –  Lindsay Reid: 0-11 / 11-5 / 11-7
- Natalia Golovkina –  Paula Harrison: 11-6 / 11-6
- Han Jingna –  Elodie Eymard: 11-5 / 11-5
- Karina de Wit –  Elizabeth Cann: 11-6 / 11-5
- Chien Yu-chin –  Harriet Johnson: 11-3 / 11-2
- Vlada Chernyavskaya –  Katy Brydon: 13-10 / 11-4
- Rebecca Pantaney –  Manjusha Kanwar: 11-6 / 11-5
- Tracey Hallam –  Chien Hsui-lin: 11-8 / 11-6
- Han Jingna –  Natalia Golovkina: 11-2 / 11-4

### 1. Runde
- Chien Yu-chin –  Katarzyna Krasowska: 13-10 / 11-9
- Mia Audina –  Christina Sørensen: 11-2 / 11-1
- Miho Tanaka –  Natalja Esipenko: 11-7 / 11-1
- Julia Mann –  Dolores Marco: 11-4 / 11-1
- Karolina Ericsson –  Tatiana Vattier: 11-2 / 11-5
- Aparna Popat –  Rayoni Head: 11-1 / 11-1
- Mette Pedersen –  Kelly Morgan: 8-11 / 11-4 / 11-8
- Jihyun Marr –  Maja Pohar: 11-2 / 11-8
- Heike Schönharting –  Sandra Dimbour: 8-11 / 11-1 / 11-8
- Han Jingna –  Justine Willmott: 11-7 / 11-0
- Lee Kyung-won –  Neli Boteva: 11-9 / 11-8
- Elena Nozdran –  B. R. Meenakshi: 11-3 / 11-3
- Zeng Yaqiong –  Vlada Chernyavskaya: 11-1 / 11-2
- Ellen Angelina –  Judith Meulendijks: 13-10 / 11-8
- Kellie Lucas –  Sandra Watt: 11-5 / 11-3
- Marina Andrievskaia –  Joanna Szleszyńska: 11-0 / 11-0

### Obere Hälfte
|  | 1. Runde | 1. Runde           | 1. Runde | 1. Runde | 1. Runde |  |  | 2. Runde | 2. Runde       | 2. Runde | 2. Runde | 2. Runde |  |  | Viertelfinale  | Viertelfinale | Viertelfinale | Viertelfinale | Viertelfinale |  |  | Halbfinale | Halbfinale | Halbfinale | Halbfinale | Halbfinale |
|  |          |                    |          |          |          |  |  |          |                |          |          |          |  |  |                |               |               |               |               |  |  |            |            |            |            |            |
|  |          | Gong Zhichao       | 11       | 11       |          |  |  |          |                |          |          |          |  |  |                |               |               |               |               |  |  |            |            |            |            |            |
|  |          | Brenda Beenhakker  | 4        | 4        |          |  |  |          | Gong Zhichao   | 11       | 11       |          |  |  |                |               |               |               |               |  |  |            |            |            |            |            |
|  |          | Aparna Popat       | 9        | 13       | 11       |  |  |          | Aparna Popat   | 7        | 1        |          |  |  |                |               |               |               |               |  |  |            |            |            |            |            |
|  |          | Karolina Ericsson  | 11       | 10       | 8        |  |  |          |                |          |          |          |  |  | Gong Zhichao   | 11            | 11            |               |               |  |  |            |            |            |            |            |
|  |          | Zhang Ning         | 13       | 11       |          |  |  |          |                |          |          |          |  |  | Zhang Ning     | 3             | 7             |               |               |  |  |            |            |            |            |            |
|  |          | Lidya Djaelawijaya | 10       | 3        |          |  |  |          | Zhang Ning     | 11       | 11       |          |  |  |                |               |               |               |               |  |  |            |            |            |            |            |
|  |          | Mette Pedersen     | 11       | 13       |          |  |  |          | Mette Pedersen | 4        | 6        |          |  |  |                |               |               |               |               |  |  |            |            |            |            |            |
|  |          | Kim Ji-hyun        | 7        | 10       |          |  |  |          |                |          |          |          |  |  | Gong Zhichao   | 11            | 11            |               |               |  |  |            |            |            |            |            |
|  |          | Mia Audina         | 11       | 13       |          |  |  |          |                |          |          |          |  |  | Mia Audina     | 6             | 4             |               |               |  |  |            |            |            |            |            |
|  |          | Chien Yu-chin      | 7        | 10       |          |  |  |          | Mia Audina     | 11       | 11       |          |  |  |                |               |               |               |               |  |  |            |            |            |            |            |
|  |          | Ye Zhaoying        | 11       | 11       |          |  |  |          | Ye Zhaoying    | 9        | 9        |          |  |  |                |               |               |               |               |  |  |            |            |            |            |            |
|  |          | Marina Yakusheva   | 0        | 1        |          |  |  |          |                |          |          |          |  |  | Mia Audina     | 11            | 11            |               |               |  |  |            |            |            |            |            |
|  |          | Mette Sørensen     | 11       | 11       |          |  |  |          |                |          |          |          |  |  | Mette Sørensen | 3             | 7             |               |               |  |  |            |            |            |            |            |
|  |          | Chan Ya-lin        | 7        | 4        |          |  |  |          | Mette Sørensen | 11       | 11       |          |  |  |                |               |               |               |               |  |  |            |            |            |            |            |
|  |          | Miho Tanaka        | 11       | 11       |          |  |  |          | Miho Tanaka    | 4        | 4        |          |  |  |                |               |               |               |               |  |  |            |            |            |            |            |
|  |          | Julia Mann         | 4        | 5        |          |  |  |          |                |          |          |          |  |  |                |               |               |               |               |  |  |            |            |            |            |            |

### Untere Hälfte
|  | 1. Runde | 1. Runde                 | 1. Runde | 1. Runde | 1. Runde |  |  | 2. Runde | 2. Runde            | 2. Runde | 2. Runde | 2. Runde |  |  | Viertelfinale  | Viertelfinale | Viertelfinale | Viertelfinale | Viertelfinale |  |  | Halbfinale | Halbfinale | Halbfinale | Halbfinale | Halbfinale |
|  |          |                          |          |          |          |  |  |          |                     |          |          |          |  |  |                |               |               |               |               |  |  |            |            |            |            |            |
|  |          | Dai Yun                  | 11       | 11       |          |  |  |          |                     |          |          |          |  |  |                |               |               |               |               |  |  |            |            |            |            |            |
|  |          | Tine Rasmussen           | 8        | 0        |          |  |  |          | Dai Yun             | 8        | 11       | 11       |  |  |                |               |               |               |               |  |  |            |            |            |            |            |
|  |          | Marina Andrievskaia      | 9        | 11       | 11       |  |  |          | Marina Andrievskaia | 11       | 7        | 1        |  |  |                |               |               |               |               |  |  |            |            |            |            |            |
|  |          | Kellie Lucas             | 11       | 1        | 2        |  |  |          |                     |          |          |          |  |  | Dai Yun        | 11            | 11            |               |               |  |  |            |            |            |            |            |
|  |          | Yasuko Mizui             | 6        | 11       | 11       |  |  |          |                     |          |          |          |  |  | Yasuko Mizui   | 1             | 2             |               |               |  |  |            |            |            |            |            |
|  |          | Ella Karachkova          | 11       | 3        | 3        |  |  |          | Yasuko Mizui        | 11       | 11       |          |  |  |                |               |               |               |               |  |  |            |            |            |            |            |
|  |          | Zeng Yaqiong             | 11       | 11       |          |  |  |          | Zeng Yaqiong        | 7        | 7        |          |  |  |                |               |               |               |               |  |  |            |            |            |            |            |
|  |          | Ellen Angelina           | 7        | 7        |          |  |  |          |                     |          |          |          |  |  | Dai Yun        | 11            | 11            |               |               |  |  |            |            |            |            |            |
|  |          | Camilla Martin           | 11       | 11       |          |  |  |          |                     |          |          |          |  |  | Camilla Martin | 6             | 8             |               |               |  |  |            |            |            |            |            |
|  |          | Markéta Koudelková       | 0        | 3        |          |  |  |          | Camilla Martin      | 11       | 11       |          |  |  |                |               |               |               |               |  |  |            |            |            |            |            |
|  |          | Lee Kyung-won            | 11       | 11       |          |  |  |          | Lee Kyung-won       | 3        | 1        |          |  |  |                |               |               |               |               |  |  |            |            |            |            |            |
|  |          | Elena Nozdran            | 3        | 1        |          |  |  |          |                     |          |          |          |  |  | Camilla Martin | 10            | 11            | 11            |               |  |  |            |            |            |            |            |
|  |          | Gong Ruina               | 11       | 11       |          |  |  |          |                     |          |          |          |  |  | Gong Ruina     | 13            | 8             | 9             |               |  |  |            |            |            |            |            |
|  |          | Sujitra Ekmongkolpaisarn | 6        | 4        |          |  |  |          | Gong Ruina          | 11       | 11       |          |  |  |                |               |               |               |               |  |  |            |            |            |            |            |
|  |          | Han Jingna               | 11       | 11       |          |  |  |          | Han Jingna          | 10       | 6        |          |  |  |                |               |               |               |               |  |  |            |            |            |            |            |
|  |          | Heike Schönharting       | 5        | 1        |          |  |  |          |                     |          |          |          |  |  |                |               |               |               |               |  |  |            |            |            |            |            |

## Herrendoppel

### Qualifikation
- Markose Bristow /  Vijaydeep Singh –  Martyn Lewis /  Philip Linnard: 15-5 / 15-5
- Jose George /  Ajit Wijetilak –  Kwon Woo Jin /  Lee Hyun-il: 15-7 / 11-15 / 15-6
- Park Tae-sang /  Shon Seung-mo –  Craig Lamb /  Mark Mackay: 15-8 / 15-6
- Peter Janum /  Kenneth Jonassen –  Jonathan Parker /  Paul Trueman: 15-2 / 15-5
- Markose Bristow /  Vijaydeep Singh –  Jose George /  Ajit Wijetilak: 15-13 / 15-13
- Peter Janum /  Kenneth Jonassen –  Park Tae-sang /  Shon Seung-mo: 17-14 / 15-6

### 1. Runde
- Cheah Soon Kit /  Yap Kim Hock –  Olivier Fossy /  Sydney Lengagne: 15-5 / 15-0
- Anthony Clark /  Ian Sullivan –  Patrick Boonen /  David Vandewinkel: 15-3 / 15-3
- Bertrand Gallet /  Jean-Michel Lefort –  Lee Clapham /  Michael Scholes: 15-5 / 15-3
- S. Antonius Budi Ariantho /  Denny Kantono –  Henrik Andersson /  Fredrik Bergström: 15-3 / 15-5
- Kitipon Kitikul /  Khunakorn Sudhisodhi –  Mike Edstrom /  Chris Hales: 15-1 / 15-7
- Simon Archer /  Nathan Robertson –  Roman Spitko /  Joachim Tesche: 15-2 / 15-1
- Mihail Popov /  Svetoslav Stoyanov –  Russell Hogg /  Kenny Middlemiss: 15-8 / 15-11
- Jens Eriksen /  Jesper Larsen –  Graham Crow /  James Vincent: 15-3 / 15-5
- Alastair Gatt /  Craig Robertson –  Harald Koch /  Jürgen Koch: 15-8 / 15-9
- Tesana Panvisavas /  Pramote Teerawiwatana –  Chan Chong Ming /  Jeremy Gan: 11-15 / 15-11 / 15-8
- Zhang Jun /  Zhang Wei –  Bruce Topping /  Mark Topping: 15-4 / 15-0
- Markose Bristow /  Vijaydeep Singh –  Chris Davies /  Matthew Hughes: 15-3 / 15-2
- Jim Laugesen /  Michael Søgaard –  Tijs Creemers /  Robert Frenk: 15-5 / 15-5
- Takuya Katayama /  Yuzo Kubota –  Manuel Dubrulle /  Vincent Laigle: 15-7 / 15-11
- Lee Sung-yuan /  Lin Wei-hsiang –  Thomas Røjkjær Jensen /  Tommy Sørensen: 15-8 / 15-8
- Chris Hunt /  Julian Robertson –  Peter Axelsson /  Pär-Gunnar Jönsson: 15-11 / 15-8

### 2. Runde
- Tony Gunawan /  Candra Wijaya –  Shinji Ohta /  Takuya Takehana: 15-9 / 15-4
- Cheah Soon Kit /  Yap Kim Hock –  Anthony Clark /  Ian Sullivan: 11-15 / 15-9 / 15-6
- Chen Qiqiu /  Yu Jinhao –  Michael Lamp /  Jonas Rasmussen: 15-9 / 15-7
- S. Antonius Budi Ariantho /  Denny Kantono –  Bertrand Gallet /  Jean-Michel Lefort: 15-5 / 15-0
- Ha Tae-kwon /  Kim Dong-moon –  Graham Simpson /  Graeme Smith: 15-2 / 15-4
- Simon Archer /  Nathan Robertson –  Kitipon Kitikul /  Khunakorn Sudhisodhi: 15-7 / 7-15 / 17-15
- Sigit Budiarto /  Halim Haryanto –  Jaseel P. Ismail /  Vincent Lobo: 15-9 / 15-11
- Jens Eriksen /  Jesper Larsen –  Mihail Popov /  Svetoslav Stoyanov: 15-4 / 15-13
- Tesana Panvisavas /  Pramote Teerawiwatana –  Alastair Gatt /  Craig Robertson: 15-3 / 15-7
- Martin Lundgaard Hansen /  Lars Paaske –  David Bamford /  Peter Blackburn: 15-2 / 15-7
- Zhang Jun /  Zhang Wei –  Markose Bristow /  Vijaydeep Singh: 15-3 / 15-2
- Eng Hian /  Flandy Limpele –  James Anderson /  Graham Hurrell: 10-15 / 15-3 / 15-4
- Jim Laugesen /  Michael Søgaard –  Takuya Katayama /  Yuzo Kubota: 15-10 / 12-15 / 15-2
- Ricky Subagja /  Rexy Mainaky –  Peter Jeffrey /  David Lindley: 15-1 / 15-9
- Chris Hunt /  Julian Robertson –  Lee Sung-yuan /  Lin Wei-hsiang: 15-4 / 15-5
- Lee Dong-soo /  Yoo Yong-sung –  Mike Joppien /  Thomas Tesche: 15-3 / 15-3

### Achtelfinale
- Tony Gunawan /  Candra Wijaya –  Cheah Soon Kit /  Yap Kim Hock: 16-11 / 17-15
- Chen Qiqiu /  Yu Jinhao –  S. Antonius Budi Ariantho /  Denny Kantono: 17-16 / 15-3
- Ha Tae-kwon /  Kim Dong-moon –  Simon Archer /  Nathan Robertson: 15-6 / 15-8
- Sigit Budiarto /  Halim Haryanto –  Jens Eriksen /  Jesper Larsen: 10-15 / 15-6 / 15-4
- Martin Lundgaard Hansen /  Lars Paaske –  Tesana Panvisavas /  Pramote Teerawiwatana: 17-14 / 15-13
- Zhang Jun /  Zhang Wei –  Eng Hian /  Flandy Limpele: 15-6 / 11-16 / 17-15
- Lee Dong-soo /  Yoo Yong-sung –  Chris Hunt /  Julian Robertson: 15-13 / 15-12
- Ricky Subagja /  Rexy Mainaky –  Jim Laugesen /  Michael Søgaard: w.o.

### Viertelfinale
- Tony Gunawan /  Candra Wijaya –  Chen Qiqiu /  Yu Jinhao: 15-4 / 15-9
- Ha Tae-kwon /  Kim Dong-moon –  Sigit Budiarto /  Halim Haryanto: 15-7 / 15-6
- Martin Lundgaard Hansen /  Lars Paaske –  Zhang Jun /  Zhang Wei: 5-15 / 15-13 / 15-12
- Lee Dong-soo /  Yoo Yong-sung –  Ricky Subagja /  Rexy Mainaky: 15-10 / 15-2

### Halbfinale
- Ha Tae-kwon /  Kim Dong-moon –  Tony Gunawan /  Candra Wijaya: 15-12 / 15-5
- Lee Dong-soo /  Yoo Yong-sung –  Martin Lundgaard Hansen /  Lars Paaske: 15-8 / 15-6

### Finale
- Ha Tae-kwon /  Kim Dong-moon –  Lee Dong-soo /  Yoo Yong-sung: 15-4 / 13-15 / 17-15

## Damendoppel

### Qualifikation
- Rebecca Pantaney /  Sara Sankey –  Jung Yeon-kyung /  Kim So-yeon: 15-6 / 15-1
- Liza Parker /  Suzanne Rayappan –  Amélie Decelle /  Christelle Szynal: 15-13 / 15-4
- Sandra Dimbour /  Elodie Eymard –  Paula Harrison /  Harriet Johnson: 15-8 / 15-8
- Lorraine Cole /  Tracy Hutchinson –  Lindsay Reid /  Fiona Sneddon: 15-3 / 15-4
- Rebecca Pantaney /  Sara Sankey –  Liza Parker /  Suzanne Rayappan: 15-7 / 15-11
- Lorraine Cole /  Tracy Hutchinson –  Sandra Dimbour /  Elodie Eymard: 15-5 / 15-3

### 1. Runde
- Ge Fei /  Gu Jun –  Eti Tantra /  Cynthia Tuwankotta: 15-11 / 15-5
- Sujitra Ekmongkolpaisarn /  Saralee Thungthongkam –  Stefanie Westermann /  Kathy Zimmerman: 15-2 / 15-6
- Ann-Lou Jørgensen /  Mette Schjoldager –  Lee Hyo-jung /  Yim Kyung-jin: 15-0 / 15-13
- Joanne Davies /  Sarah Hardaker –  Viktoria Evtushenko /  Elena Nozdran: 15-4 / 17-14
- Helene Kirkegaard /  Rikke Olsen –  Gail Emms /  Joanne Nicholas: 15-6 / 15-8
- Emma Ermawati /  Vita Marissa –  Rayoni Head /  Kate Wilson-Smith: 15-1 / 15-13
- Huang Nanyan /  Yang Wei –  Irina Ruslyakova /  Marina Yakusheva: 15-5 / 15-3
- Cheng Wen-hsing /  Chien Hsui-lin –  Carolien Glebbeek /  Lonneke Janssen: 15-6 / 6-15 / 17-14
- Joanne Goode /  Donna Kellogg –  Carmelita /  Indarti Issolina: 15-10 / 15-11
- Ann Jørgensen /  Majken Vange –  Katarzyna Krasowska /  Joanna Szleszyńska: 15-4 / 15-7
- Rebecca Pantaney /  Sara Sankey –  Neli Boteva /  Diana Koleva: 15-10 / 15-8
- Gao Ling /  Qin Yiyuan –  Ella Diehl /  Anastasia Russkikh: 15-4 / 15-4
- Kirsteen McEwan /  Sandra Watt –  Natalja Esipenko /  Natalia Golovkina: 15-13 / 15-8
- Yoshiko Iwata /  Haruko Matsuda –  Deyana Lomban /  Eliza Nathanael: 15-11 / 15-8
- Jane F. Bramsen /  Pernille Harder –  Agnese Allegrini /  Maria Luisa Mur: 15-5 / 15-9
- Chung Jae-hee /  Ra Kyung-min –  Rhonda Cator /  Amanda Hardy: 15-3 / 15-8

### Achtelfinale
- Ge Fei /  Gu Jun –  Sujitra Ekmongkolpaisarn /  Saralee Thungthongkam: 15-1 / 15-2
- Ann-Lou Jørgensen /  Mette Schjoldager –  Joanne Davies /  Sarah Hardaker: 15-10 / 15-5
- Helene Kirkegaard /  Rikke Olsen –  Emma Ermawati /  Vita Marissa: 15-4 / 5-15 / 15-4
- Huang Nanyan /  Yang Wei –  Cheng Wen-hsing /  Chien Hsui-lin: 15-2 / 15-4
- Joanne Goode /  Donna Kellogg –  Ann Jørgensen /  Majken Vange: 15-4 / 15-7
- Gao Ling /  Qin Yiyuan –  Rebecca Pantaney /  Sara Sankey: 15-4 / 15-5
- Yoshiko Iwata /  Haruko Matsuda –  Kirsteen McEwan /  Sandra Watt: 15-5 / 15-5
- Chung Jae-hee /  Ra Kyung-min –  Jane F. Bramsen /  Pernille Harder: w.o.

### Viertelfinale
- Ge Fei /  Gu Jun –  Ann-Lou Jørgensen /  Mette Schjoldager: 15-4 / 15-0
- Huang Nanyan /  Yang Wei –  Helene Kirkegaard /  Rikke Olsen: 15-11 / 15-9
- Gao Ling /  Qin Yiyuan –  Joanne Goode /  Donna Kellogg: 15-2 / 15-7
- Chung Jae-hee /  Ra Kyung-min –  Yoshiko Iwata /  Haruko Matsuda: 15-6 / 15-4

### Halbfinale
- Ge Fei /  Gu Jun –  Huang Nanyan /  Yang Wei: 15-3 / 15-3
- Chung Jae-hee /  Ra Kyung-min –  Gao Ling /  Qin Yiyuan: 15-10 / 15-7

### Finale
- Ge Fei /  Gu Jun –  Chung Jae-hee /  Ra Kyung-min: 15-5 / 15-3

## Mixed

### 1. Runde
- Kim Dong-moon /  Ra Kyung-min –  Paul Trueman /  Joanne Nicholas: 15-2 / 15-8
- Chris Hunt /  Donna Kellogg –  Peter Blackburn /  Rhonda Cator: 15-2 / 15-3
- Zhang Jun /  Gao Ling –  Fumihiko Machida /  Yasuko Mizui: 15-3 / 15-8
- Jon Holst-Christensen /  Ann Jørgensen –  Vladislav Druzchenko /  Viktoria Evtushenko: 15-10 / 15-5
- Michael Søgaard /  Rikke Olsen –  Lee Dong-soo /  Lee Hyo-jung: 15-7 / 15-9
- Chris Bruil /  Erica van den Heuvel –  Ian Sullivan /  Gail Emms: 15-0 / 9-15 / 15-12
- Bambang Suprianto /  Zelin Resiana –  Joachim Tesche /  Wiebke Schrempf: 15-5 / 15-3
- Jonas Rasmussen /  Helene Kirkegaard –  Ruud Kuijten /  Manon Albinus: 15-8 / 15-2
- Ha Tae-kwon /  Chung Jae-hee –  Andrej Pohar /  Maja Pohar: 15-6 / 15-2
- Jens Eriksen /  Mette Schjoldager –  Chen Qiqiu /  Chen Lin: 15-9 / 15-8
- Yuzo Kubota /  Haruko Matsuda –  David Bamford /  Amanda Hardy: 15-10 / 15-10
- Tri Kusharyanto /  Minarti Timur –  Fredrik Bergström /  Jenny Karlsson: 15-5 / 15-6
- Wahyu Agung /  Emma Ermawati –  Lars Paaske /  Jane F. Bramsen: 15-9 / 15-7
- Simon Archer /  Joanne Goode –  Quinten van Dalm /  Nicole van Hooren: 15-8 / 15-4
- Jim Laugesen /  Pernille Harder –  Khunakorn Sudhisodhi /  Saralee Thungthongkam: 15-13 / 17-15
- Liu Yong /  Ge Fei –  James Anderson /  Sara Sankey: 15-7 / 15-17 / 15-11

### Achtelfinale
- Kim Dong-moon /  Ra Kyung-min –  Chris Hunt /  Donna Kellogg: 15-8 / 15-8
- Zhang Jun /  Gao Ling –  Jon Holst-Christensen /  Ann Jørgensen: 15-13 / 15-17 / 15-12
- Chris Bruil /  Erica van den Heuvel –  Michael Søgaard /  Rikke Olsen: 5-15 / 15-12 / 15-10
- Bambang Suprianto /  Zelin Resiana –  Jonas Rasmussen /  Helene Kirkegaard: 15-5 / 15-3
- Ha Tae-kwon /  Chung Jae-hee –  Jens Eriksen /  Mette Schjoldager: 15-7 / 17-16
- Tri Kusharyanto /  Minarti Timur –  Yuzo Kubota /  Haruko Matsuda: 15-7 / 15-1
- Simon Archer /  Joanne Goode –  Wahyu Agung /  Emma Ermawati: 15-7 / 15-9
- Liu Yong /  Ge Fei –  Jim Laugesen /  Pernille Harder: 15-4 / 15-2

### Viertelfinale
- Kim Dong-moon /  Ra Kyung-min –  Zhang Jun /  Gao Ling: 15-5 / 15-3
- Chris Bruil /  Erica van den Heuvel –  Bambang Suprianto /  Zelin Resiana: 15-11 / 9-15 / 15-13
- Tri Kusharyanto /  Minarti Timur –  Ha Tae-kwon /  Chung Jae-hee: 15-13 / 15-7
- Liu Yong /  Ge Fei –  Simon Archer /  Joanne Goode: 17-14 / 15-7

### Halbfinale
- Kim Dong-moon /  Ra Kyung-min –  Chris Bruil /  Erica van den Heuvel: 15-7 / 15-5
- Liu Yong /  Ge Fei –  Tri Kusharyanto /  Minarti Timur: 15-11 / 15-4

### Finale
- Kim Dong-moon /  Ra Kyung-min –  Liu Yong /  Ge Fei: 15-10 / 15-2